# Napta serratilinea
Napta serratilinea is een vlinder uit de familie spinners (Lasiocampidae). De wetenschappelijke naam van deze soort is voor het eerst geldig gepubliceerd in 1865 door Guenée.
De soort komt voor in tropisch Afrika.